# Marike Steinacker
Marike Steinacker (* 3. April 1992 in Wermelskirchen, Nordrhein-Westfalen) ist eine deutsche Leichtathletin, die sich auf Diskuswurf spezialisiert hat.

## Berufsweg
Steinacker war zunächst an der Universität Wuppertal für Mathematik und Naturwissenschaften eingeschrieben und studiert nun Modedesign an der Hochschule Niederrhein, hat aber mittlerweile ihren Fokus auf den Sport gelegt.

## Sportliche Karriere
Marike Steinacker wurde 2010 Deutsche U20-Meisterin. 2011 holte sie Bronze bei den Deutschen U20-Meisterschaften.
2012 wurde sie Deutsche U23-Vizemeisterin und kam bei den Deutschen Meisterschaften in Wattenscheid 8. Platz.
2014 errang Steinacker Bronze bei den Deutschen Juniorenmeisterschaften und kam bei den Deutschen Meisterschaften in Ulm auf den 7. Platz.
2015 belegte sie den 8. Platz bei den Deutschen Meisterschaften in Nürnberg, 2016 den 7. Platz in Kassel. 2017 erreichte sie den 6. Platz bei den Deutschen Meisterschaften in Erfurt und wurde Deutsche Hochschulvizemeisterin.
2018 hatte sie sich nach drei Jahren ohne Steigerung auf ihr Karriereende eingestellt und auch schon abtrainiert, aber ein 58-Meter-Wurf gab ihr neue Hoffnung. Bei den Deutschen Meisterschaften in Nürnberg kam sie auf den 8. Platz.
2019 warf Steinacker am 11. April beim Abendsportfest Wurf SC Neubrandenburg mit 61,08 Metern erstmals über die 60-Meter-Marke und erfüllte am 26. Mai beim 5. Nachwuchsmeeting des SC Neubrandenburg mit 63,24 Metern die Norm von 61,20 Metern für die Weltmeisterschaften in Doha. Mit erneuter Normerfüllung von 62,61 Metern erreichte sie den 4. Platz bei den Deutschen Meisterschaften. In Anbetracht der starken deutschen Konkurrenz verpasste Steinacker die Nominierung für die Weltmeisterschaften. Der Europäische Leichtathletikverband (EAA) berief sie Anfang September als eine der deutschen Teilnehmerinnen ins europäische Aufgebot für das neu aufgelegte Wettkampfformat The Match, einem Vergleichskampf Europa gegen die USA, aus dem die europäische Mannschaft siegreich hervorging.
2021 erreichte sie bei den Olympischen Spielen in Tokio das Finale und belegte dort mit 62,02 m den achten Platz. Bei den Olympischen Spielen 2024 in Paris erreichte Steinacker mit 62,63 m in der Qualifikation als 12. und letzte Werferin das Finale. Dort belegte sie mit einer Weite von 65,37 m den vierten Platz.
Nach der Trainingsumstellung in der Saison 2019 hatte Steinacker ihre persönliche Bestleistung um über vier Meter gesteigert.
2025 wurde sie in Dresden erstmals deutsche Meisterin.

## Vereinszugehörigkeiten
Marike Steinacker startet seit 2005 für den TSV Bayer 04 Leverkusen, trainiert aber in Neubrandenburg.

## Leistungsentwicklung
Jahresbestleistungen
Freiluft: Diskus
| 2009 | 45,37 m |
| 2010 | 50,02 m |
| 2011 | 54,38 m |
| 2012 | 55,75 m |
| 2013 | 55,42 m |
| 2014 | 57,36 m |
| 2015 | 59,03 m |
| 2016 | 56,83 m |
| 2017 | 57,38 m |
| 2018 | 58,05 m |
| 2019 | 63,24 m |
| 2020 | 59,75 m |
| 2021 | 64,03 m |
| 2022 | 64,55 m |
| 2023 | 64,09 m |
| 2024 | 67,31 m |
| 2025 | 65,64 m |

Persönliche Bestleistungen
(Stand: 1. August 2024)

- Diskus: 67,31 m, 11. Mai 2024 in Wiesbaden

## Erfolge
national
- 2009: 4. Platz Deutsche U18-Meisterschaften
- 2010: Deutsche U20-Meisterin
- 2010: 7. Platz Deutsche Juniorenmeisterschaften
- 2011: 6. Platz Deutsche Juniorenmeisterschaften
- 2011: 9. Platz Deutsche Meisterschaften
- 2011: 3. Platz Deutsche U20-Meisterschaften
- 2012: 8. Platz Deutsche Meisterschaften
- 2012: Deutsche U23-Vizemmeisterin
- 2013: 4. Platz Deutsche Juniorenmeisterschaften
- 2013: 10. Platz Deutsche Meisterschaften
- 2014: 3. Platz Deutsche Juniorenmeisterschaften
- 2014: 7. Platz Deutsche Meisterschaften
- 2015: 8. Platz Deutsche Meisterschaften
- 2016: 7. Platz Deutsche Meisterschaften (Diskus)
- 2017: 2. Platz Deutsche Hochschulmeisterschaften[3]
- 2017: 6. Platz Deutsche Meisterschaften (Diskus)
- 2018: 8. Platz Deutsche Meisterschaften
- 2019: 4. Platz Deutsche Meisterschaften (Diskus)

international
- 2015: Silber Sommeruniversiade in Gwangju
- 2019: Sieger The Match Europe vs USA/Vergleichskampf Europa gegen USA (Mannschaft)
- 2021: 8. Platz Olympische Spiele in Tokio